# Kotalipara
Kotalipara (en bengali : কোটালীপাড়া) est une upazila du Bangladesh dans le district de Gopalganj. En 1991, on y dénombrait 206 195 habitants.